# Ken Anderson (catch)
Pour les articles homonymes, voir Kenneth Anderson, Anderson, Ken Kennedy et Kennedy.
Kenneth « Ken » Anderson, né le 6 mars 1976 à Minneapolis dans le Minnesota, est un catcheur (lutteur professionnel) américain et  acteur occasionnel.
Il est principalement connu pour son travail entre 2005 et 2009 pour la promotion américaine de catch World Wrestling Entertainment sous le pseudonyme de Mr. Kennedy ou Ken Kennedy. Il y a remporté le championnat des États-Unis, titre qu'il conservera un peu plus d'un mois. Il est également sorti vainqueur du Money in the Bank Ladder match lors de WrestleMania 23, le spectacle annuel le plus notoire de la WWE. Cette victoire aurait pu lui permettre d'obtenir un match pour l'un des titres de champion du monde, une opportunité qu'il a dû remettre en jeu et finalement perdre par la suite.
Il a aussi travaillé de 2010 à 2016 pour la Total Nonstop Action Wrestling, autre promotion de catch américaine de premier plan, sous le nom de Mr. Anderson, où il a remporté deux fois le titre de champion du monde poids lourds.

## Jeunesse
Anderson obtient son diplôme d'études secondaires au Washington High School de Two Rivers dans le Wisconsin. Il excelle dans la natation, l'athlétisme et pratique aussi le taekwondo. Il s'initie à l'eskrima, un art martial philippin, et remporte le championnat régional du Midwest en 1997.

## Carrière

### Débuts sur le circuit indépendant américain (2000-2005)
En 1999, alors qu'il travaille comme agent de sécurité dans une centrale nucléaire, Anderson commence à fréquenter l'école de catch de la All-Star Championship Wrestling, une fédération du Wisconsin, où il fera ses débuts.
Il y remporte à deux reprises le championnat par équipe, une fois avec Mike Mercury et une fois avec Eric Hammers.

### World Wrestling Entertainment (2005-2009)

#### Recrutement à l'Ohio Valley Wrestling et création de "Mr. Kennedy" (2005)
Entre 2001 et 2005, Anderson apparaît à plusieurs reprises dans des émissions de second plan de la World Wrestling Entertainment comme Sunday Night Heat ou Velocity ; ces apparitions sporadiques sont l'une des méthodes courantes de l'entreprise pour mettre à l'essai les aspirants catcheurs. En février 2005, il signe un contrat avec la WWE et rejoint la Ohio Valley Wrestling, club-école dirigé à l'époque par Jim Cornette. Au mois de juillet 2005, Paul Heyman remplace Cornette, repère Anderson et l'aide à améliorer le personnage qu'il incarne. Il rejoint alors le roster principal de la WWE et travaille à Velocity. Il joue le rôle d'un heel très arrogant, imbu de sa personne au point d'empoigner un micro pour se présenter lui-même lors de son entrée sur le ring sous le nom de "Mr. Anderson". Par la suite, pour éviter toute confusion avec les Anderson, célèbre famille du catch américain, il change de nom et devient "Mr. Kennedy" (ou Ken Kennedy). Ce nouveau nom est suggéré en clin d'œil par Paul Heyman qui s'inspire du deuxième prénom du patron de la WWE Vince McMahon.

#### Débuts à Smackdown (2005-2006)
Kennedy livre son premier match à WWE SmackDown pendant l'épisode diffusé le 25 août 2005, obtenant la victoire contre Funaki.
Kennedy entre aussi dans une "mini-feud" avec l'annonceur de SmackDown! Tony Chimel. La rivalité est basée sur le fait que Kennedy est persuadé que les annonces de Chimel manquent d'entrain ou ne sont pas assez respectueuses, ce qui l'amène à faire ses introductions lui-même ou de forcer Chimel à l'introduire de nouveau. L'auto-introduction de Kennedy avant un match devient une de ses marques.
Alors qu'il travaille à Velocity et SmackDown!, il reste toujours à la OVW. Kennedy fait son début en pay-per-view à No Mercy 2005, battant Hardcore Holly, blessant une côte d'Holly pendant le match.
Le 11 novembre à SmackDown!, Kennedy affronte Eddie Guerrero pour une place dans la Team SmackDown aux Survivor Series 2005. Il perd le match quand Guerrero frappe le sol avec une chaise et simule une blessure, un mouvement qui a rendu Guerrero célèbre. L'arbitre groggy se réveille et voit Guerrero à terre avec Kennedy tenant la chaise, et disqualifie Kennedy, donnant une place dans la Team SmackDown! à Guerrero. C'est la première défaite de Kennedy. Pour se venger, Kennedy donne un coup de chaise sur la tête de Guerrero après le match. Ce sera le dernier match télévisé de Guerrero, avant de trouver la mort le 13 novembre dans sa chambre d'hôtel à Minneapolis, Minnesota, où une représentation commune de RAW et SmackDown! devait se tenir. Dans une entrevue à propos de cet incident, Kennedy a dit qu'il considérait cela comme un "malheureux honneur".
En décembre 2005, Kennedy participe aux tournées de la WWE. Le second jour en Italie, Kennedy souffre d'une sérieuse blessure au dos. Il essaye de travailler avec la blessure, mais a été blessé si gravement qu'il ne peut pas mettre sa main dans un portefeuille à un restaurant. Après avoir vu un docteur, il apprend qu'il souffre d'une déchirure complète, comparable à celle de Batista plus tôt dans l'année, et qu'il ne pourra travailler avec, même avec un emploi du temps allégé, et qu'il aura donc besoin à la place d'une opération. L'opération est effectuée le 6 décembre ; c'est un succès mais Kennedy est écarté des rings pour au moins six mois.

#### Smackdown (2006)
Même s'il ne peut lutter, Kennedy retourne à SmackDown! le 6 janvier 2006 en tant que consultant pour un match comptant pour le titre Cruiserweight.
Lors des enregistrements de la OVW le 10 mai, Kennedy retourne à l'action en affrontant le OVW Heavyweight Champion, CM Punk dans un match pour le titre que Kennedy est incapable de gagner.
Kennedy fat son retour à SmackDown! le 9 juin avec une victoire sur Scotty 2 Hotty après avoir porté son Kenton Bomb.
Kennedy perd contre Matt Hardy sur un tombé, ce qui met fin à sa série de ne jamais avoir été battu sur tombé ou soumission, le 14 juillet à SmackDown!.
Le 21 juillet à SmackDown!, Batista lance un challenge ouvert pour remplacer Mark Henry, qui a été blessé, en vue du Great American Bash le 23 juillet pour le titre d’aspirant numéro un. Kennedy accepte le défi et remporte le match par disqualification. Cependant, on ne peut pas gagner un titre par disqualification.
Il souffre d'une sévère blessure pendant le match après avoir été projeté la tête première sur les escaliers métalliques, ce qui lui lacère le crâne et requiert 20 points de suture. Il entre ensuite dans une courte rivalité avec Batista, le battant par décompte à l'extérieur lors de leur second match, mais perd par tombé dans le troisième.
Kennedy aide aussi Shane et Vince McMahon dans leur rivalité avec D-Generation X, apparaissant à SummerSlam et le 28 août à RAW avec Finlay et William Regal de SmackDown!, pour attaquer DX.

#### United States Champion et rivalité avec Undertaker (2006-2007)
Le 1er septembre à SmackDown!, Kennedy bat Finlay et Bobby Lashley dans un Triple Threat match pour remporter le WWE United States Championship, son premier titre à la WWE.
Kennedy annonce qu'il veut s'en aller à RAW, comme SmackDown! ne l'intéresse plus parce qu'il y a déjà battu les plus grands. Ceci amène le general manager de SmackDown! Theodore Long à organiser un match entre Kennedy et The Undertaker (que Kennedy n'a jamais affronté) à No Mercy 2006, que Kennedy remporte par disqualification.
Le 13 octobre à SmackDown!, Kennedy, avec une victoire sur The Undertaker, affirme encore son désir d'aller à RAW, Long lui donne donc un adversaire qu'il n'a jamais battu jusqu'ici - Chris Benoit - avec le titre de Kennedy en jeu. Long dit que, si Kennedy bat Benoit, il pourra s'en aller à RAW. Kennedy perd le titre US contre Benoit après une distraction de l'Undertaker, qui se tient devant l'entrée. Kennedy abandonne sur le Crippler Crossface, sa première défaite sur soumission.
Fin 2006, Kennedy joint ses forces avec Montel Vontavious Porter dans des matchs contre les Brothers of Destruction (Undertaker et Kane) dans des combinaisons diverses. Le 3 novembre à SmackDown!, Kennedy et MVP perdent contre les Brothers of Destruction. Ils sont d'abord comptés à l'extérieur, mais Theodore Long recommence le match sans décompte à l'extérieur. Ils se sont ensuite fait disqualifier avec un coup dans les parties intimes de la part de Kennedy, et Long relance de nouveau le match sans décompte et sans disqualification ; qui se termine par une défaite de Kennedy et MVP, à la suite d'un tombstone de l'Undertaker sur Kennedy.
Kennedy et MVP poursuivent leur rivalité avec les deux frères, MVP rivalisant avec Kane alors que Kennedy défie The Undertaker à un match aux Survivor Series, qui devient plus tard un First blood match. Kennedy remporte ce match après que MVP se retourne contre lui et tente de le frapper avec une chaise, mais il le rate et frappe à la place l'Undertaker, lui ouvrant le front. Après le match, l'Undertaker attaque vicieusement Kennedy, le faisant saigner. The Undertaker prend finalement sa revanche à Armageddon, quand il bat Kennedy dans un Last Ride match.

#### Mr. Money In The Bank (2007-2008)
Après une petite pause, Kennedy retourne à SmackDown! le 5 janvier 2007 et bat Chris Benoit dans un "Beat the Clock" match, obtenant ainsi le droit à un match pour le World Heavyweight Championship de Batista au Royal Rumble. Kennedy obtient un temps de référence de 5:07 et il a dû intervenir dans le match de l'Undertaker pour garder sa place au Royal Rumble. Son plan réussit in extremis : à 4 secondes près, le match de championnat de Kennedy était compromis. Au Royal Rumble, il effectue largement le tombé sur Batista mais l'arbitre étant KO, cela lui coûte le match.
Kennedy commence une petite rivalité avec le ECW World Champion Bobby Lashley, l'amenant à un match à No Way Out que Kennedy gagne par disqualification. Kennedy bat Lashley sans succès à la ECW et à SmackDown!.

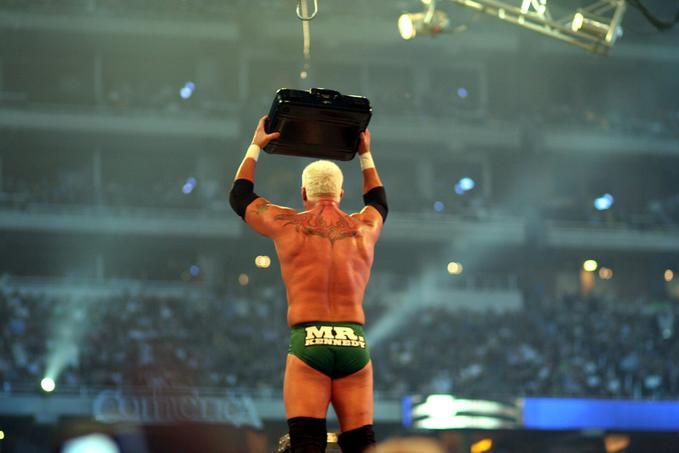
Mr.Kennedy décrochant la mallette du Money in the Bank à WrestleMania 23.

Kennedy décroche une place dans le Money in the Bank ladder match en battant Sabu dans un match Extreme Rules match. À WrestleMania 23, Kennedy remporte le Money in the Bank ladder match, lui donnant ainsi le droit de défier n'importe lequel champion du monde jusqu'à WrestleMania 24.
Kennedy annonce le 30 avril à Raw qu'il encaissera son Money in the Bank à WrestleMania 24. Le 7 mai à RAW, Mr. Kennedy perd son Money in the Bank contre Edge, après avoir reçu plusieurs coups à la tête dont un coup de moniteur avant que le match ne débute. Mr. Kennedy n'a jamais eu la chance de récupérer sa mallette, Edge l'ayant encaissée pour remporter le World Heavyweight Championship de l'Undertaker à SmackDown!.
Kennedy a en fait perdu sa mallette parce qu'il a souffert d'une blessure au triceps ; les officiels de la WWE croient qu'il sera absent entre 5 et 7 mois. WWE.com rapporte même que Mr. Kennedy est tellement abattu d'avoir subi une nouvelle blessure et d'avoir perdu son Money in the Bank qu'il ne sait pas s'il luttera de nouveau. WWE.com rapporte ensuite que la blessure n'est pas aussi importante qu'il y paraissait; le tendon ne s'était pas déchiré mais il y avait plutôt un hématome, ce qui écourte son absence à un mois.
Le 11 juin lors de RAW, Mr. Kennedy est sélectionné pour intégrer cette même émission à l'occasion du WWE Draft, quittant ainsi SmackDown! et retournant sur la "scène du crime" où il avait perdu son Money in the Bank.
Le 23 juillet, il se bat contre Jeff Hardy, mais Kennedy perd par décompte extérieur.
À WWE Cyber Sunday 2007 il bat Jeff Hardy après que celui-ci a raté son rope-aided corner dropkick
Le 30 juillet, Kennedy remporte un match contre Bobby Lashley par décompte de 3 après avoir affaibli l'épaule de Bobby Lashley.
Le 20 août, Kennedy se bat contre Carlito pour devenir Challenger no 1 pour le titre intercontinental détenu par Umaga à SummerSlam (2007), mais les deux hommes font un double tombé. Alors William Regal annonce que Carlito et Kennedy seront dans un Triple Threat match lors du PPV, mais Umaga conserva son titre.

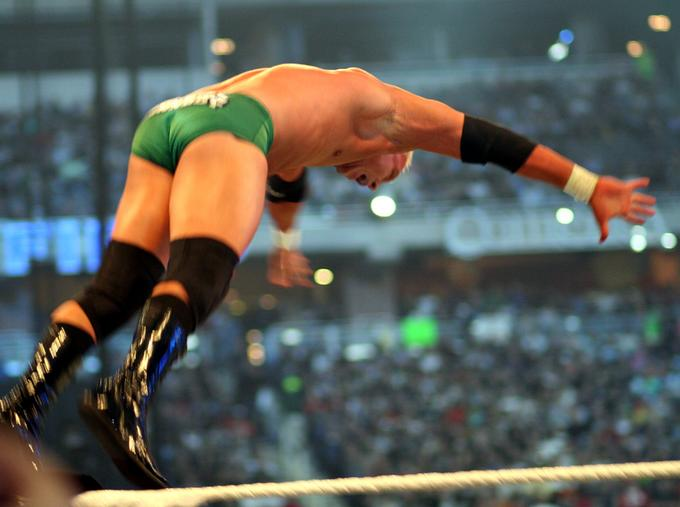
Mr Anderson effectuant son Kenton Bomb

Le 10 septembre à RAW, Mr. McMahon révèle que Kennedy a été suspendu pour lui avoir menti. À l'origine, Mr. Kennedy devait être le fils de Mr. McMahon (en coïncidence avec le fait que RAW était à Green Bay dans le Wisconsin ce jour-ci) ; cependant Mr. Kennedy était l'une des 11 Superstars impliqués dans le scandale des stéroïdes et il a donc été suspendu pour 30 jours avec l'application du Wellness policy de la WWE. La storyline fut alors modifiée pour utiliser à la place Hornswoggle, un autre natif du Wisconsin.
Mr. Kennedy revient de suspension le 1er octobre à RAW en affrontant John Cena pour une défaite dans le main event. Pendant le match, Cena souffre d'une blessure: une déchirure complète de son tendon pectoral droit.
Aux Survivor Series, Mr.Kennedy fait équipe avec Umaga, Big Daddy V, Montel Vontavious Porter et Finlay contre Triple H, Jeff Hardy, Rey Mysterio et Kane. Son équipe perd finalement.
Après Survivor Series, lui et Shawn Michaels deviennent ennemis. Les deux hommes se retrouvent à Armageddon 2007 où Micheals gagne. Mais le 31 décembre à Raw, Mr.Kennedy reprend : il se venge en battant Michaels avec le Mic Check, sa nouvelle prise de finition. Un troisième match a encore eu lieu le 21 janvier avec la victoire de Michaels.

#### Diverses rivalité et départ (2008-2009)
Au Royal Rumble 2008, il entre en 24e position mais Batista l'élimine. À No Way Out 2008, il affronte Ric Flair ayant comme objectif d'envoyer Flair à la retraite dans un Career Threatening match. Mr.Kennedy abandonne dû au Figure-Four leglock de Flair.
Le 18 février à WWE Raw, Mr. Kennedy se qualifie pour le Money in the Bank Ladder match pour Wrestlemania XXIV en battant Val Venis.
À Wrestlemania XXIV il ne gagne pas, c'est finalement CM Punk qui a gagné.
Après WrestleMania XXIV, il s'absente pour tourner un film (Behind Enemy Lines 3). Il revient le lendemain de Backlash. 
Il fait un Face Turn en s'attaquant au GM de RAW et nouveau King Of The Ring William Regal en disant que c'est lui qui devrait être à sa place et en lui demandant un match.
Le 5 mai, il affronte le roster ECW avec Triple H. C'est finalement le roster de le ECW qui remporte le match.
Le 12 mai, il affronte Snitsky et gagne le match en effectuant son Mic Check.
Mr. Kennedy en voulait à William Regal de ne pas l'avoir fait participer au King of the Ring 2008 que Regal avait remporté, il commence donc une feud avec lui. Vince McMahon apparaît et les implique tous les deux dans un Loser Gets Fired Match (transformé en No-Disqualification match par Regal après s'être emparé d'un poing américain) ou Mr. Kennedy remporte avec un coup dans les parties intimes suivi de son Mic Check : William Regal est donc démis de ses fonctions de Général Manager de Raw.
Le 2 juin, il gagne par décompte à l'extérieur contre Umaga. Après le match, Paul Burchill attaque Mr.Kennedy. La semaine suivante, Mr.Kennedy bat Paul Burchill mais se fait attaquer par Katie Lea.
Le 16 juin, il perd dans un Mixed Tag Team Match avec Mickie James contre Paul Burchill et Katie Lea Burchill, après que cette dernière effectue le tombé sur Mickie James.
Le 23 juin, lors du "draft", Mr. Kennedy est tiré au sort pour rejoindre WWE SmackDown
Le 4 juillet, Mr Kennedy affronte Matt Hardy, Chavo Guerrero et Shelton Benjamin dans un match Fatal-4 Way pour la WWE United States Championship. Le match est remporté par Matt Hardy qui conserve donc son titre.
Le 20 juillet, au The Great American Bash 2008, dans un Dark match, il perd face à Umaga après le Samoan Spike de celui-ci.
Le 25 juillet, à Smackdown!, il perd un Battle Royal face à Jeff Hardy, The Great Khali, Big Show, MVP et Umaga. C'est finalement The Great Khali qui remporte le match pour affronter Triple H pour le WWE Championship à Summerslam 2008.
Lors du show Smackdown du 1er août, Kennedy a un no-title match contre Shelton Benjamin gagné grâce à son Mick Check, mais il se blesse à l’épaule car Shelton l’avait travaillée. Il ne catchera pas pendant quatre à six mois, ayant l’épaule disloquée.
Aux alentours du Royal Rumble 2009, Kennedy fait quelques apparitions à SmackDown! généralement après que MVP a perdu son match pour s’en moquer et faire la promotion de son film Behind Enemy Lines
Le 15 avril 2009, il est drafté à RAW lors du draft supplémentaire.
Lors du Raw du 25 mai, il fait son retour à Raw et participe au 10 men tag team match, dans l'équipe comprenant Batista, Jerry Lawler, John Cena et MVP, face au Big Show, The Miz et The Legacy. Son équipe gagne le match grâce à un Playmaker de MVP sur Cody Rhodes.
Après le match Kennedy fait son Mic Check sur Ted Dibiase Jr. avant de se prendre un RKO.
On apprendra plus tard qu'il s'est blessé au poignet à cause d'une mauvaise réception du RKO.
Depuis l'émission de Smackdown du 29 mai, son profil a disparu du site de la WWE. Il a donc été libéré de son contrat, 4 jours après son retour, pour avoir blessé Randy Orton lors de son dernier match à la WWE.

### Nu-Wrestling Evolution (2009)
Il a officiellement rejoint la Nu-Wrestling Evolution le 24 septembre 2009 au Zenith de Toulouse lors de la tournée en France, reprenant le nom de Mr. Anderson, il est arrivé en heel, en traitant le public toulousain et le peuple français d'homosexuel en français, puis il a continué en chantant l'hymne américain. Il gagne son premier match a la NWE face à Chuck Palumbo (un ancien de la WWE).
Il est devenu le nouveau champion du monde de cette fédération le 6 octobre 2009.
Ensuite il quitte la NWE en laissant son titre vacant.

### Total Nonstop Action Wrestling (2010-2016)

#### Début et rivalité avec Jeff Hardy (2010-2011)
Anderson fait ses débuts à la Total Nonstop Action Wrestling en tant que heel lors de Genesis, et prend le pseudonyme de Mr. Anderson (son véritable nom de famille). Lors de son premier match, lors du PPV il bat Abyss en le frappant irrégulièrement avec un coup de poing américain dans le dos de l'arbitre.

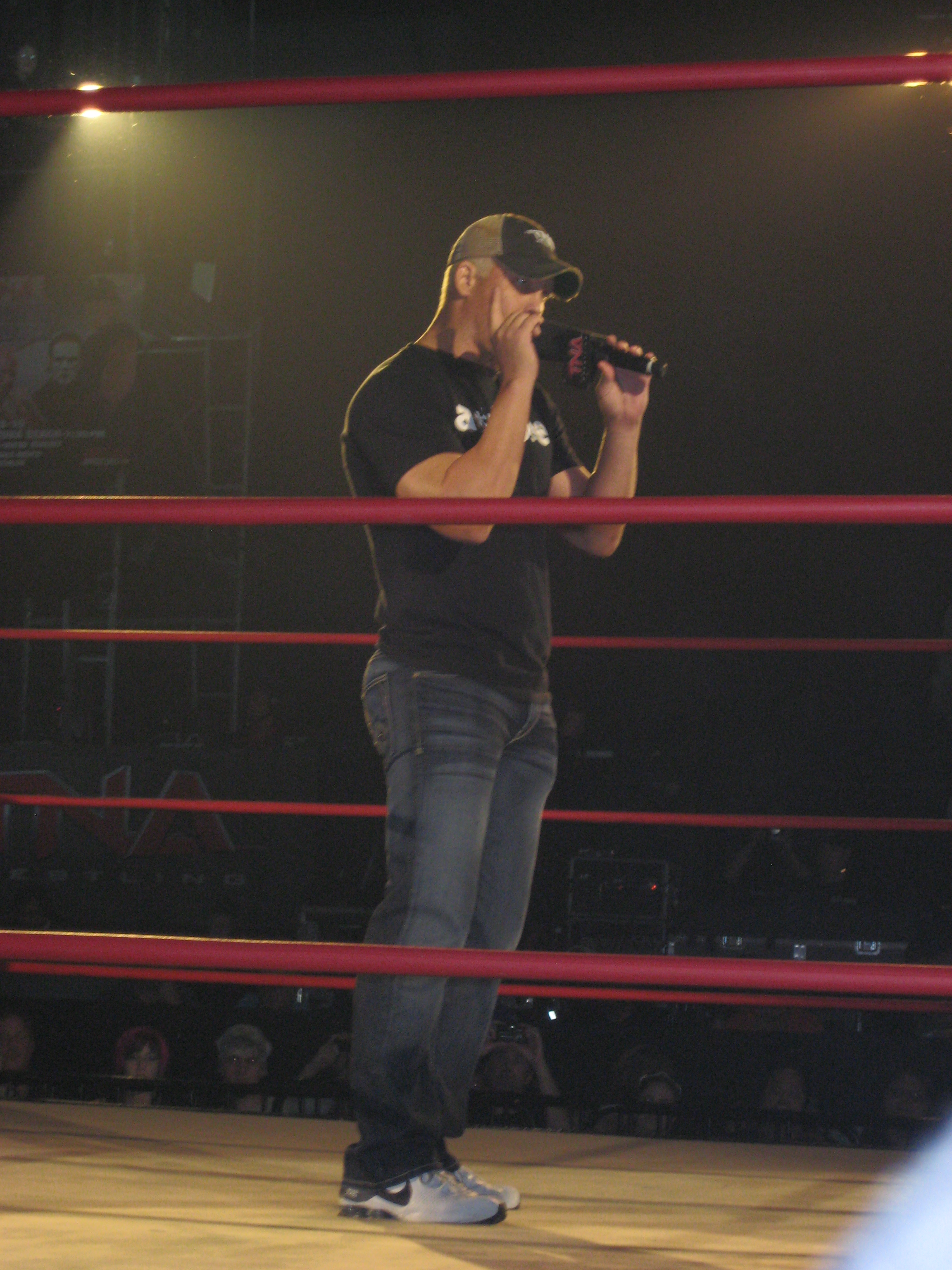

Lors de Against All Odds, il participe au tournoi pour un futur match pour le Championnat du Monde poids-lourds de la TNA. Après avoir battu Kurt Angle en quarts de finale de Abyss lors de la manche suivante, il perd lors de la finale face D'Angelo Dinero. Il tente sans succès de s'emparer du Championnat Global de la TNA lors de l'Impact! du 25 février face à Rob Terry, puis une grande rivalité débute ensuite avec Kurt Angle, qui se soldera par la victoire de ce dernier au terme d'un Steel Cage à Lockdown.
Anderson entame ensuite une rivalité avec Jeff Hardy, mais, après sa défaite contre lui à Sacrifice, il effectue un face turn et s'allie avec lui. Puis eux deux gagnent face aux Beer Money a Slammiversary. Lors de Victory Road 2010 il affronte Jeff Hardy, Abyss et Rob Van Dam pour le titre poids lourd mais il perd ce match au profit du champion Rob Van Dam. Lors de No Surrender 2010, il affronte "The Pope" D'angelo Dinero dans la Demi-Finale du tournoi pour déterminer le prochain champion du monde de la TNA match qu'il remporte et se qualifie pour la finale du tournoi. Il affronte Jeff Hardy et Kurt Angle à Bound for Glory (2010) pour le titre. Match qu'il perd à la suite de la victoire de Jeff Hardy qui effectue un heel turn. Ce dernier casse sur le dos d'Anderson une béquille donnée par Hulk Hogan. À l'Impact suivant Bound for Glory (2010) il a une chance pour le challenger n°1 pour le TNA World Heavyweight Championship contre Rob Van Dam qui échoue à cause d'une attaque de Jeff Hardy. Lors de TNA Turning Point 2010 il a une nouvelle chance pour le titre mondial de la fédération face à Jeff Hardy mais il se blesse et il est remplacé par Matt Morgan. Il est l'arbitre spécial lors de TNA Final Resolution du main event qui oppose Matt Morgan à Jeff Hardy.

#### World Heavyweight Champion (2011)
À TNA Genesis 2011 il fait face à Matt Morgan pour déterminer le Challengeur au Titre de Jeff Hardy, match qu'il remporte. À la fin de son match, Eric Bischoff lui annonce que son Match de Championnat contre Jeff Hardy aura lieu immédiatement. Il résiste à 2 Twist Of Fate et une Swanton Bomb et gagne le Match ainsi que le TNA World Heavyweight Championship.

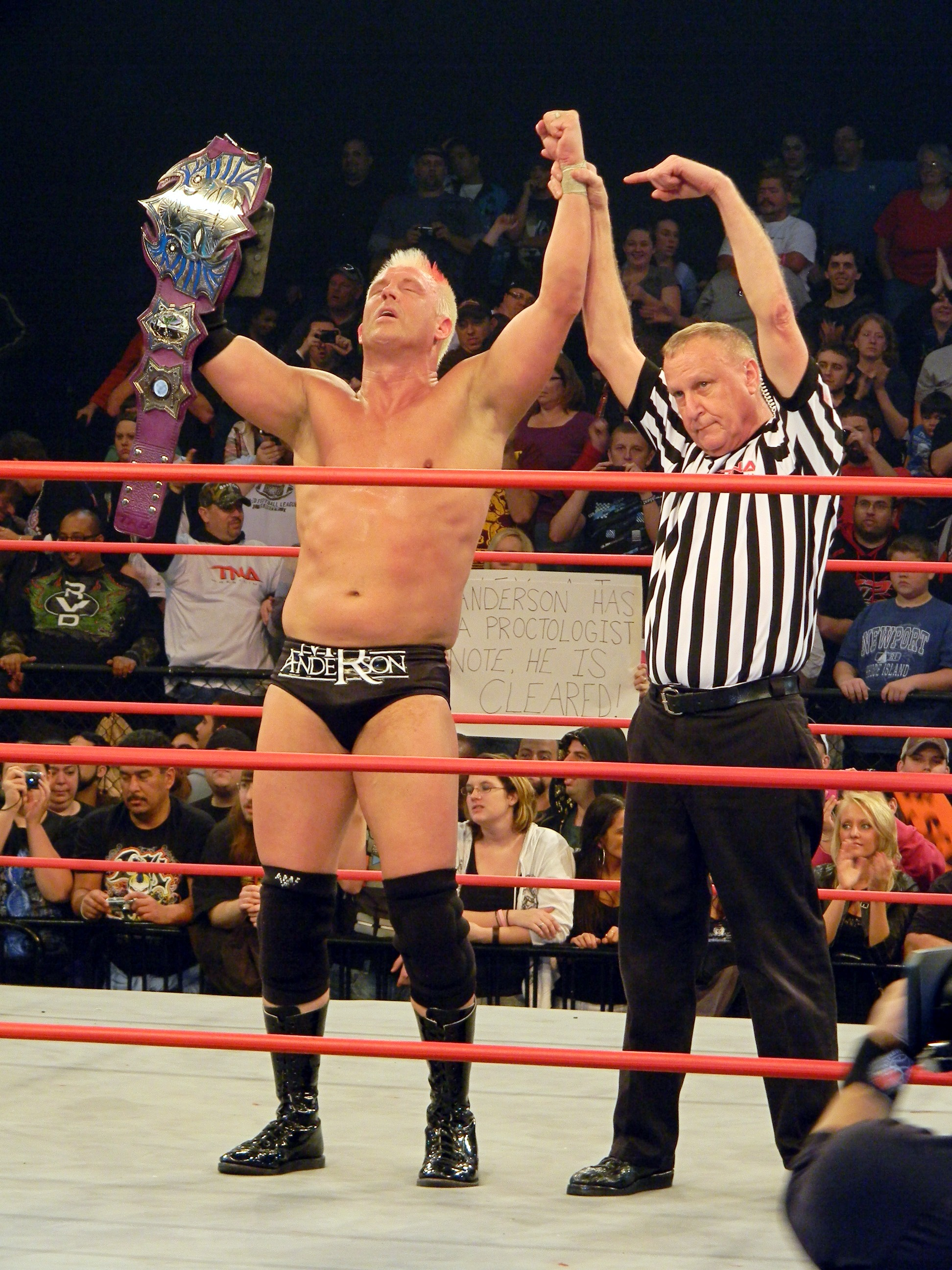
Mr. Anderson Champion pour sa première fois

Il bat Matt Hardy et lors d'un Impact! spécial il bat Jeff Hardy et conserve son titre de champion du monde poids lourds grâce à AJ Styles qui pose un Styles Clash sur Jeff Hardy à iMPACT!.
Lors de Against All Odds (2011), il perd son titre face à Jeff Hardy dans un Ladder Match. Depuis la perte de sa ceinture, il n'arrête pas de demander un rematch, mais Hogan refuse. Lors de l'impact du 10 mars il attaque le nouveau champion Sting car ce dernier lui a pris sa place pour son rematch. Plus tard dans la soirée il fait équipe avec Jeff Hardy contre RVD et Sting, ce dernier le met KO ce qui leur couta la victoire.
Lors de Victory Road 2011, il affronte Rob Van Dam dans un match pour devenir challenger n°1 au TNA Championship qui se finit par un double décompte à l'extérieur. Lors de l'Impact du 17 mars, il affronte AJ Styles, RVD et Brother Ray dans un match pour devenir le challenger n°1 au TNA World Heavyweight Championship qui se finit en No Contest. À l'Impact! suivant, il affronte à nouveau Rob Van Dam mais le match se termine par un No Contest. Après le match, Anderson se bat avec Sting. La semaine d'après, il affronte de nouveau RVD pour obtenir son rematch, mais il perd cette fois-ci par DQ. Lors de l'Impact du 31 mars, lui, RVD et Sting perdent contre Matt Hardy, Abyss et Brother Ray dans un Cage Match.
Lors de l'Impact suivant, il se fait agresser dans les coulisses par Rob Van Dam. Plus tard, il demande à Hulk Hogan, chef du clan Immortal, s'il peut être l'arbitre du main event du jour, à savoir Sting vs Rob Van Dam. Hogan accepte et à l'air content. Plus tard, lors du main-event, Anderson joue bien son rôle d'arbitre jusqu'à ce qu'il porte son Mic Check sur Sting. Rob Van Dam en a profité pour porter son 5-star Frog Splash et remporter ce No-Title match. Mais ce dernier est agressé par Anderson qui l'attaque avec la « TNA World Heavyweight Championship Belt ». Puis, Murphy et Rob Terry arrivent ainsi que Hulk Hogan en congratulant Anderson. Il attaque et porte sa prise de finition sur Murphy et Terry, redevenant face. Il pointe du doigt et imite Hulk Hogan en lui disant que cela sera son tour la semaine prochaine. La semaine suivante, à la suite des ordres d'Hogan, il est obligé de combattre dans un « Immortal Gauntlet match » où les adversaires n'étaient que des membres du clan Immortal. Anderson parvient à éliminer successivement Gunner, Rob Terry et Murphy mais quand Bully Ray arrive, ce dernier veut porter une Powerbomb sur une table. Mais Sting arrive et sauve Anderson. 

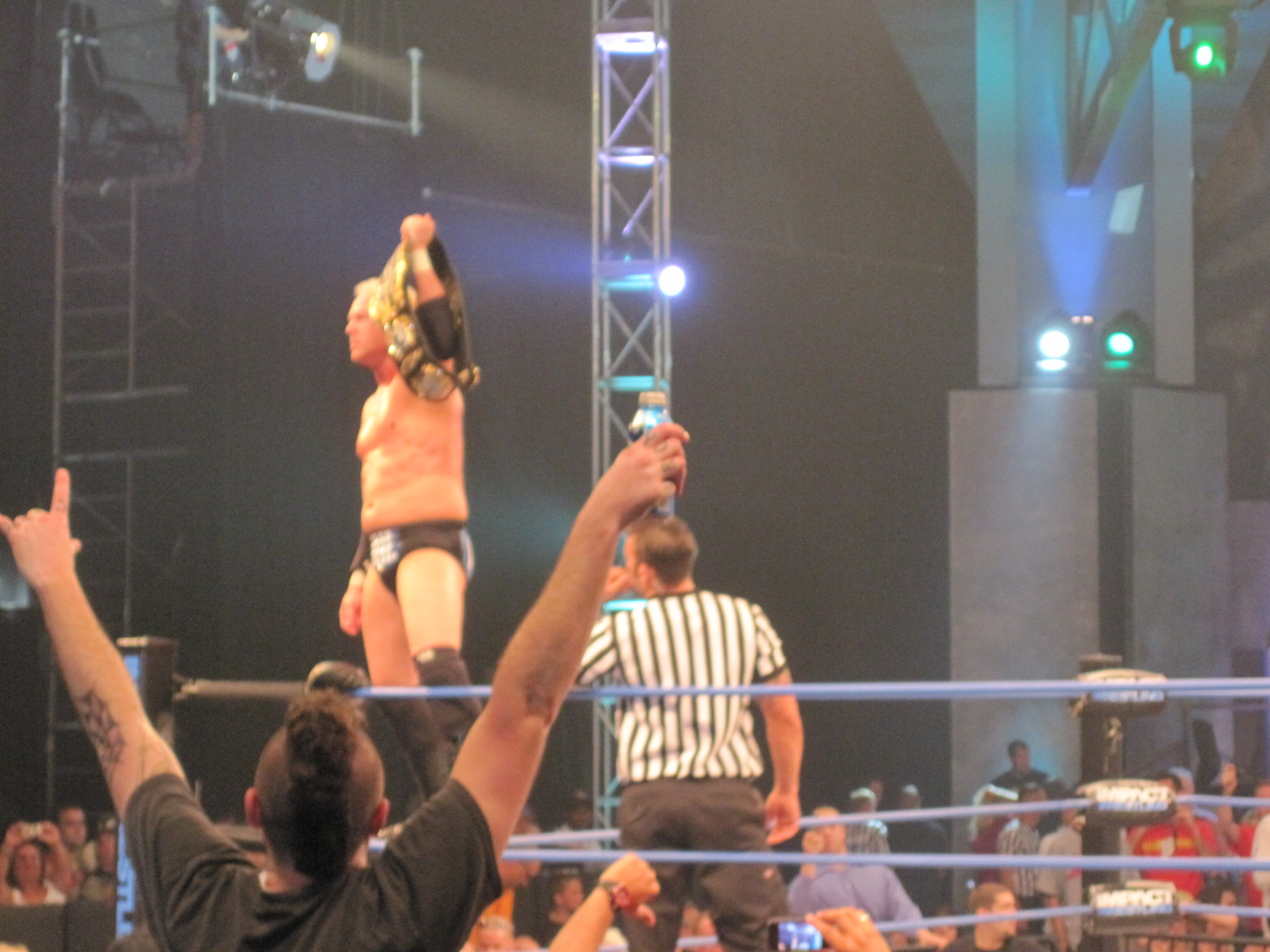
Mr Anderson Champion

Lors de Lockdown (2011), il perd contre Sting dans un match qui comprenait aussi Rob Van Dam, et ne remporte pas le TNA Championship. Le 28 avril à Impact, il perd dans un triple treaht match contre Bully Ray et Sting dont ce dernier fut le vainqueur. A l'Impact! du 12 mai, il remporte une bataille royale de 25 catcheurs en éliminant Bully Ray en dernier ce qui lui donne le droit d'affronter soit Sting soit Rob Van Dam pour le TNA World Heavyweight Championship à Slammiversary IX.Lors de TNA Impact! du 19 mai 2011, il attaque Sting en prenant la tenue des années 80 du Stinger, pendant que ce dernier était en plein discours, il effectue un heel turn qu'il confirme lors de l'Impact du 26 mai en revenant avec la vieille tenue de Sting des années 80 et en se faisant attaquer par le Stinger. À Impact Wrestling du 2 juin, il confronte Eric Young et le défie à un match que Eric Young gagne.

#### Immortal (2011-2012)
La Total Nonstop Action Wrestling annonce sur son Twitter que Anderson n'a pas fait de Heel Turn mais un Tweener Turn avéré décisif pour la suite de sa carrière à la fédération. Lors de Slammiversary IX, il bat Sting et remporte le TNA World Heavyweight Championship pour la deuxième fois. Lors de l'édition d'Impact Wrestling du 16 juin, il célèbre et défie Gunner à un match et le perd plus tard dans la soirée. Mr Anderson intervient deux semaines de suite aux différents match de Sting. Le 7 juillet, il rejoint les Immortal. Lors de l'Impact Wrestling suivant il perd le titre face à Sting et la semaine suivante il perd avec Bully Ray face au "Jocker" Sting et Kurt Angle. Le 28 juillet, lors d'Impact Wrestling, il perd face à Kurt Angle dans un Steel Cage Match. À Hardcore Justice (2011), il a défié Bully Ray mais a perdu car ce dernier a triché pour un petit paquet. Lors d'Impact Wrestling du 11 août, il se fait attaquer violemment par Immortal et se fait emmener en civière à l'hôpital après s'être gravement blessé. Lors d'Impact Wrestling à Huntsville Alabama du 1er septembre 2011, il sauve Sting d'une attaque des Immortals, et fait donc un Face Turn. Lors de Bound for Glory, il gagne contre Bully Ray dans un Falls Count Anywhere Match après un Mic Check à travers une table. Il gagne avec Jeff Hardy contre Bully Ray et Jeff Jarrett par disqualification. Le 13 novembre à Turning Point il fait équipe avec Abyss pour battre Bully Ray et Scott Steiner.
Anderson n’apparaît plus à la TNA pour des raisons personnelles depuis fin novembre. Il est actuellement en tournage du film la Fée des dents 2 et aurait aussi été contacté pour le film de Sylvester Stallone : Rambo V.

#### Retour (2012-2013)
Il fait son retour à Impact le 8 mars 2012 en aidant AJ Styles face à Kazarian et Daniels. Lors d'Impact Wresling du 15 mars, il gagne contre Christopher Daniels. Lors de Victory Road (2012) il gagne avec AJ Styles face à Christopher Daniels et Kazarian. Lors de Lockdown, AJ Styles, Austin Aries, Garett Bischoff, Rob Van Dam et lui battent Bully Ray, Christopher Daniels, Eric Bischoff, Gunner et Kazarian dans un Lethal Lockdown Match. Lors d'Impact du 19 avril, il participe à un Triple Threat Match comprenant Jeff Hardy et Rob Van Dam pour tenter d'avoir un match pour le titre poids lourd à Sacrifice mais perd au profit de Rob Van Dam. Lors de l'Impact Wrestling du 26 avril, Jeff Hardy et lui perdent contre Samoa Joe et Magnus et ne remportent pas les TNA World Tag Team Championship. Son absence était due au tournage du film La Fée des Dents 2 et à une apparition dans Expendables 2. Lors de Slammiversary, il bat Rob Van Dam et Jeff Hardy. Il affrontera Bobby Roode pour le TNA World Heavyweight Championship. Lors de Hardcore Justice, il perd contre Rob Van Dam dans un Falls Count Anywhere Match qui comprenait aussi Magnus. Il est mis hors circuit quelques jours avant Bound For Glory 2012 à la suite d'une attaque de Aces & Eights.

#### Aces & Eights (2013)
Lors du dernier épisode d'Impact Wrestling de l'année 2012, Mr Anderson fait son retour en étant introduit comme un nouveau membre du groupe de mercenaires Aces & Eights dans leur club-house. Il fait à cette occasion un nouveau Heel Turn. Lors de Genesis,  pour son premier match il bat Samoa Joe après une intervention de Mike Knox membre des Aces & Eights. Lors de l'Impact Wrestling du 31 janvier, il perd contre Kurt Angle dans un Steel Cage Match. A l'épisode d'Impact Wrestling du 21 février 2013, les Aces & Eights (Doc, Devon et Mr Anderson) battent Bully Ray, Sting et Hulk Hogan par tombé. Le 7 mars 2013, lors de l'épisode d'Impact Wrestling, il bat James Storm. Grâce à cette victoire les Aces & Eights auront un avantage lors du Lethal Lockdown. Lors de One Night Only: Joker's Wild 2013, Jessie Godderz et lui battent Douglas Williams et Kid Kash lors du premier tour du Joker's Wild Tournament. Le même soir, lors de la finale, il perd contre James Storm dans un Gauntlet Battle Royal. le 11 juillet, il est élu nouveau vice-président des  Aces & Eights, remplaçant D-Lo Brown qui a été rétrogradé en prospect des Aces & Eights.

#### Diverses rivalités et départ (2013-2016)
Lors de l'Impact Wrestling du 5 septembre, il effectue un Face Turn en aidant Sting a battre Bully Ray en refusant de donner un marteau à Ray ce qui l'obligera ce dernier à abandonner sous le Scorpion Deathlock de Sting. Il annonce ensuite qu'il est l'adversaire mystère qu'il affrontera lors de No Surrender (2013) pour le TNA World Heavyweight Championship ce qui confirme son Face Turn. Il perd son match a No Surrender pour ce faire blesser après le match.
Le 24 octobre a Impact Wrestling, il fait son retour a la TNA. L’ancien Vice-Président des Aces & Eights déboule et démolit Bully Ray, fuyant à l’extérieur. Anderson prend le micro et dit avoir manqué les fans et surtout Bully Ray. Il indique que sa nuque va parfaitement bien et demande au public si, lui aussi, en a marre de ce dernier. Dixie Carter revient des coulisses avec la sécurité et leur demande de menotter Anderson. Après quelques échanges de mandales, Anderson est ramené en coulisses. Plus tard dans la soirée il fait perdre Bully Ray contre A.J. Styles est continue de se battre avec lui après le match. Lors de Turning Point il bat Bully Ray et met fin aux Aces & Eights. Lors de Impact Wrestling du 12 décembre, il se fait attaquer par Bully Ray qu'il lui porte un piledriver sur la rampe. Lors de Genesis, il perd contre Bully Ray.Lors de l'Impact Wrestling du 31 janvier, il bat Bully Ray dans un Casket Match.
Lors de Lockdown 2014, il perd contre Samuel Shaw. Lors de Impact Wrestling du 13 mars, il bat Samuel Shaw dans un Street Fight Match. Lors de Impact Wrestling du 3 avril, il perd contre Samuel Shaw dans un Straight Jacket Match. Lors de Sacrifice 2014, il gagne contre Samuel Shaw dans Committed Match. Lors de Impact Wrestling du 1er mai, il perd contre Gunner. Lors de Impact Wrestling du 15 mai, il perd contre James Storm.
Il n'apparaît plus à la TNA à partir du mois de janvier 2016. La véritable raison de son départ serait un renvoi dû à un contrôle de dépistage de drogues positif. Le match qu'il a disputé le jour du contrôle contre Eric Young lors d'enregistrements des émissions de la TNA n'a jamais été diffusé.

### Insane Championship Wrestling (2016)
Le 6 mars 2016, Anderson fait ses débuts à la promotion écossaise Insane Championship Wrestling, battu par Joe Hendry lors des enregistrements de l'émission Friday Night Fight Club.

### Ring of Honor (2017)
Il fait ses débuts à ROH lors de Masters of The Craft en perdant contre Marty Scurll et ne remporte pas le ROH World Televison Championship.

## Palmarès
- All-Star Championship Wrestling
  - 3 fois ACW Heavyweight Champion
  - 1 fois ACW Television Champion

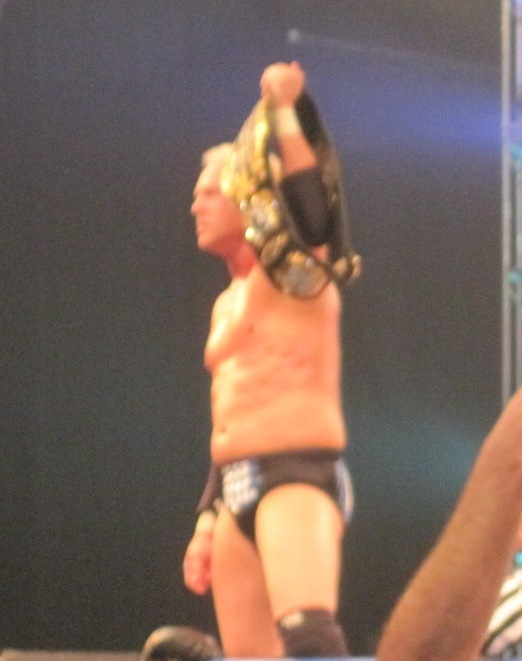
Mr. Anderson en tant TNA World Heavyweight Champion

  - 3 fois ACW Tag Team Champion avec Mike Mercury (1), Eric Hammers (1) et Adrian Serrano (1)[3]
  - ACW Hall of Fame (2009)

- Mid–American Wrestling
  - 1 fois MAW Heavyweight Champion

- Nu-Wrestling Evolution
  - 1 fois NWE Heavyweight Champion

- NWA Midwest
  - 1 fois NWA Midwest Heavyweight Champion

- Total Nonstop Action Wrestling
  - 2 fois TNA World Heavyweight Championship

- Wrestling Observer Newsletter
  - Le Meilleur Personnage de L'Année (2005)

- World Wrestling Entertainment
  - 1 fois WWE United States Championship
  - Vainqueur du Money In The Bank (2007)

- Xtreme Intense Championship Wrestling
  - 1 fois XICW Tag Team Champion avec Joey Padgett

- UPCW
  - 1 fois UPCW Tag Team Championship avec Big Daddy Loker

- Pro Wrestling Pride
  - 1 fois PWP Championship

- Great Lakes Championship Wrestling
  - 1 fois GLCW Heavyweight Championship (actuellement)

## Récompenses des magazines
- Pro Wrestling Illustrated

| Année | 2005 | 2006 | 2007 | 2008 | 2009       | 2010 | 2011 | 2012 | 2013 | 2014 | 2015 |
| ----- | ---- | ---- | ---- | ---- | ---------- | ---- | ---- | ---- | ---- | ---- | ---- |
| Rang  | 279  | 204  | 21   | 35   | Non classé | 33   | 7    | 27   | 62   | 51   | 118  |

## Filmographie
| Année | Titre                                   | Rôle             | Nom du réalisateur |
| ----- | --------------------------------------- | ---------------- | ------------------ |
| 2009  | En territoire ennemi : mission Colombie | MCPO Carter Holt | Tim Matheson       |
| 2011  | Dogs Lie                                | Yuri             | Richard Atkinson   |